# 樟木巨蟹蛛
樟木巨蟹蛛（学名：Heteropoda zhangmuensis）为巨蟹蛛科巨蟹蛛属的动物。在中国大陆，分布于西藏等地，常生活于庭院墙壁。该物种的模式产地在西藏。